# Evangelische Kirche Sennfeld

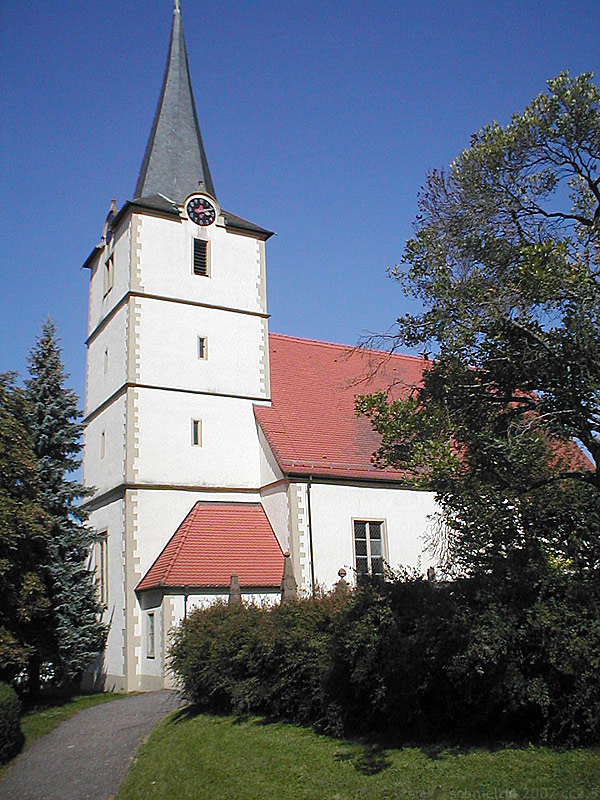
Evangelische Kirche Sennfeld

Die Evangelische Kirche Sennfeld steht in Sennfeld, einem Stadtteil von Adelsheim im Neckar-Odenwald-Kreis in Baden-Württemberg. Das Bauwerk ist beim Landesamt für Denkmalpflege Baden-Württemberg als Baudenkmal eingetragen. Die Kirchengemeinde gehört zum Kirchenbezirk Adelsheim-Boxberg der Evangelischen Landeskirche in Baden.

## Beschreibung
Die Saalkirche wurde 1615 gestiftet, das Epitaph der Stifterin Margarete von Carben befindet sich in der Kirche. Sie besteht aus einem Langhaus mit drei Achsen und einem Chorturm mit vier Geschossen im Westen. Das oberste Geschoss enthält den Glockenstuhl. Die Dachtraufe des mit einem Knickhelm bedeckten Chorturms wird durch die Zifferblätter der Turmuhr unterbrochen. 
Der Innenraum des Langhauses ist mit einer Flachdecke auf Unterzügen überspannt. Um die Öffnungen der Fenster befindet sich Dekorationsmalerei aus Rollwerk, die 1973 freigelegt wurde. An den Längswänden des Langhauses wurden im 18. Jahrhundert Emporen eingebaut, die von Säulen getragen werden. Die Kirchenausstattung stammt in weiten Teilen aus der Erbauungszeit. Die Orgel wurde von der Giengener Orgelmanufaktur Gebr. Link erbaut.